# Патронаж (право)
Патронаж (от фр. patronage — «покровительство», «поддержка») — в юридической практике России и других стран бывшего СССР (Казахстан, Азербайджан) — особый вид опеки и попечительства.
Не следует путать патронаж с патронатом как особой формой семейного устройства несовершеннолетних детей, с социальным патронатом и медицинским патронажем.
В настоящее время под патронажем понимают форму помощи совершеннолетним дееспособным гражданам в осуществлении своих прав. 
Патронаж устанавливается над совершеннолетним дееспособным гражданином, который по состоянию здоровья не может самостоятельно осуществлять и защищать свои права, а также исполнять свои обязанности. При этом, просьба о патронаже исходит от самого гражданина.
Приняв заявление, орган опеки и попечительства обязан назначить гражданину попечителя (помощника). Сам заявитель может согласиться, либо отклонить данное назначение. Если назначение помощника будет одобрено, то между ним и заявителем заключается договор поручения или договор доверительного управления. При этом подопечный
может действовать полностью самостоятельно, а попечитель-помощник выступает как доверенное лицо и исполняет свои обязанности перед опекаемым гражданином не в силу решения органа опеки и попечительства, а на основании заключенного с подопечным договора.  Для совершения попечителем бытовых и иных сделок требуется согласие подопечного. Органы опеки и попечительства осуществляют надзор за деятельностью попечителей-помощников.
Патронаж прекращается по инициативе подопечного или же по просьбе помощника (при наличии уважительных причин). Он может прекратиться также при освобождении попечителя органом опеки и попечительства от его обязанностей из-за ненадлежащего их исполнения, либо в связи со смертью попечителя или подопечного.
В Российской Федерации патронаж ранее рассматривался как особая разновидность попечительства, впоследствии был выделен в самостоятельный вид помощи, контролируемой органами опеки и попечительства. Правовая форма патронажа предусмотрена ст. 41 Гражданского кодекса.